# Gatta Cenerentola
Gatta Cenerentola è un film d'animazione italiano del 2017, diretto da Alessandro Rak, Ivan Cappiello, Marino Guarnieri e Dario Sansone, ispirato all'omonima fiaba di Giambattista Basile e all'opera teatrale di Roberto De Simone.
Il film, preceduto dal cortometraggio Simposio suino in re minore, scritto e diretto da Francesco Filippini, è stato proiettato al 74ª Mostra del Cinema di Venezia nella sezione Orizzonti, ed è stato distribuito nei cinema italiani il 14 settembre 2017. Il film è uscito in DVD il 22 dicembre 2017. Il film è stato anche in gara per partecipare ai premi Oscar 2018, nella categoria miglior film d'animazione, ma non è rientrato nella cinquina finale.
Gatta Cenerentola ha avuto 7 candidature ai David di Donatello 2018, vincendo due premi per il miglior produttore (Luciano Stella e Maria Carolina Terzi) e per i migliori effetti speciali visivi (M.A.D. Entertainment).

## Trama
Vittorio Basile è un ricco scienziato e armatore, proprietario della Megaride, un'enorme nave tecnologicamente avanzata in grado di registrare qualsiasi cosa accada al suo interno e di riprodurla sotto forma di ologrammi; la sua idea è di trasformare il porto di Napoli in un grande polo tecnologico e la Megaride in una specie di archivio digitale che mantenga memoria di chiunque vi metta piede. L'uomo, già vedovo, ha una figlia, la piccola Mia, e all'inizio del film si risposa con la bellissima Angelica, una donna che ha già cinque figlie e un figlio di nome Luigi, effeminato fin dall'infanzia. Il giorno delle nozze Salvatore Lo Giusto detto 'O Re, ambizioso trafficante di droga e amante segreto di Angelica, uccide Basile, come già prestabilito, nonostante il fatto che la donna manifesti dei dubbi essendosi affezionata al promesso sposo, buono e innamorato di lei. Mia, che in seguito allo shock emotivo perde l'uso della parola, è l'unica erede della Megaride, ma in quanto minorenne rimane sotto la tutela della matrigna che gestisce tutto il suo patrimonio; il piano di 'O Re e Angelica è attendere la maggiore età di Mia, quando finalmente la ragazza potrà firmare il documento con cui concederà il suo usufrutto a 'O Re. Mia vive dunque con Angelica e le sue altrettanto perfide figlie, che la trattano da serva e la soprannominano Gatta Cenerentola per la sua abitudine di infilarsi nei condotti d'aria della nave, come un gatto.
La nave rimane ferma nel porto di Napoli per oltre 15 anni e Angelica la trasforma in uno squallido locale (chiamato Asso di bastoni) con annesso bordello, in cui si prostituiscono le sue figlie (compreso Luigi che è diventato un femminiello). Anche Napoli versa sempre più nel degrado, e 'O Re, d'accordo con la matrigna, vorrebbe acquisire l'eredità di Mia e sfruttarla per fare del polo tecnologico sognato da Basile una capitale del riciclaggio. 'O Re in particolare ha trovato un modo ingegnoso di smerciare cocaina: fabbrica delle scarpe con un preparato a base di droga, queste vengono immesse nella Megaride e spacciate per un acquisto della famiglia di Angelica, così da non insospettire la polizia, all'arrivo le scarpe vengono dissolte per purificare la droga, che viene passata ai clienti del locale-bordello. Primo Gemito, ex uomo della scorta di Basile e ancora legato al ricordo del suo capo, tenta di acquisire le prove per incastrarlo, ma in una retata viene ferito e rischia di essere ucciso dalle figlie di Angelica; l'uomo è salvato dalla Gatta Cenerentola, nella quale riconosce Mia, un tempo sottoposta alla sua tutela. Grazie a lei l'uomo riesce ad acquisire immagini della stiva della Megaride, dove 'O Re tiene i cadaveri dei suoi nemici; l'agente vorrebbe portarla via, ma la ragazza si rifiuta di lasciare la nave del padre.
'O Re nel frattempo torna a Napoli dopo una lunga assenza, proprio alla vigilia del diciottesimo compleanno di Mia: una volta firmato l'atto di cessione, lui e Angelica saranno liberi di sposarsi, dopo aver fatto fuori la Gatta. Tuttavia Salvatore confessa ad un suo collaboratore di non aver mai amato Angelica e di non volerla più sposare, poiché ormai la donna è molto invecchiata. Quando 'O Re poi incontra nuovamente Mia, resta sorpreso e affascinato da come sia diventata una bella ragazza e decide immediatamente in segreto di sposare lei anziché Angelica. Salvatore fa trasferire Mia nella suite che un tempo era appartenuta a Vittorio, e le dona dei bellissimi vestiti, e la ragazza è lusingata dal nuovo trattamento ricevuto; poco prima della cerimonia però attraverso un ologramma Mia rivede il momento in cui 'O Re ha ucciso suo padre, quindi fugge nei condotti d'aerazione, inseguita dagli uomini che il boss le ha messo alle calcagna.
Primo, intanto, sta guidando una retata per arrestare Salvatore, ma questi ha già ricevuto delle soffiate dai suoi infiltrati nella polizia e ha provveduto a ripulire la stiva dai cadaveri; il boss chiama l'agente al telefono minacciandolo di morte se proseguirà nel suo intento di incastrarlo, ma lui è pronto a morire pur di riportare la legalità a Napoli.
Intanto Angelica trova le scarpe che Salvatore ha fatto arrivare per la sposa, le prova e accorgendosi che le stanno strette capisce che la sposa è Mia. Dopo un drammatico confronto col suo amato, che le conferma la verità, la donna decide di eliminare quella che è diventata la sua rivale e il suo ostacolo alla felicità: manda quindi le sue sei figlie a uccidere la Gatta Cenerentola, ne deriva uno scontro tra loro e le guardie di Salvatore, che finisce in un completo massacro. Di fronte alla morte delle sue creature Angelica si rende finalmente conto che la colpa non è mai stata di Mia, ma di lei stessa, che prima ha lasciato morire l'unico uomo che l'abbia amata davvero e poi si è lasciata usare da Salvatore per i suoi scopi malvagi. È infine Angelica che uccide l'ultima guardia di Salvatore, per poi recarsi alla sala macchine per far esplodere la Megaride con chiunque vi si trovi dentro, e appena prima Angelica chiede alla figliastra di mettersi in salvo e le chiede di liberare il merlo indiano donatole da Basile anni prima.
Angelica riesce nel suo piano e, durante la fuga, Salvatore e Mia si incontrano; l'uomo le fa delle avances, ma la ragazza non cede e anzi inizia a picchiarlo con violenza, venendo fermata solo da Primo Gemito che corre in suo soccorso. I due lasciano il boss intontito a morire nella Megaride, e riescono a saltare via dalla nave un attimo prima che essa esploda.

## Produzione
Il film è stato realizzato tramite l'utilizzo del programma di animazione 3D open source Blender, al quale la MAD Entertainment diede il suo apporto alla versione successiva distribuita nel mondo.

Ha incassato 430.000 euro.

## Riconoscimenti
- 2018 - Ciak d'oro
  - Miglior produttore a Maria Carolina Terzi, Giuliano Stella e Paolo Del Brocco[11]
- 2018 - Nastro d'argento
  - Nastro d'argento per la qualità, l'innovazione e il coraggio produttivo
  - Candidatura per la migliore colonna sonora a Antonio Fresa e Luigi Scialdone
- 2018 - David di Donatello
  - Miglior produttore a Luciano Stella e Maria Carolina Terzi
  - Migliori effetti speciali visivi a Mad Entertainment
  - Candidatura per il Miglior film a Luciano Stella e Maria Carolina Terzi
  - Candidatura per la Miglior colonna sonora a Antonio Fresa e Luigi Scialdone
  - Candidatura per la Miglior canzone originale (A chi appartieni) a Dario Sansone e Foja
  - Candidatura per il Miglior sonoro a Andrea Cutillo, Giorgio Molfini e Timeline Studio
  - Candidatura per il David giovani a Alessandro Rak, Ivan Cappiello, Marino Guarnieri, Dario Sansone
- 2017 - Mostra internazionale d'arte cinematografica di Venezia[12][13]
  - Premio Speciale "Francesco Pasinetti"
  - Premio Future Film Festival Digital Award (menzione speciale)
  - Premio Mouse D'Argento
  - Premio Open
- 2017 - Noir in Festival
  - Premio Caligari[14]